# Campeonato Nacional de Futebol da República Democrática do Congo
O Campeonato Nacional de Futebol da República Democrática do Congo, oficialmente conhecido como Linafoot, é a divisão principal do futebol nacional da República Democrática do Congo.
Este campeonato nacional, criada em 1958, ainda está lutando para estabelecer-se em um país de enormes distâncias, onde campeonatos locais e provinciais, continuam a ser extremamente popular.
O campeonato tem visto em sua história muitas mudanças operacionais e de formato, de forma a melhor responder ao problema envolvendo a distância e reduzindo os custos de viagem de equipamentos, uma solução para se contestar a final entre os campeões provinciais.
Em 2010 a competição foi rebatizado de Vodacom Super League, após a assinatura de um acordo de patrocínio de cinco anos com a empresa de comunicações Vodacom.

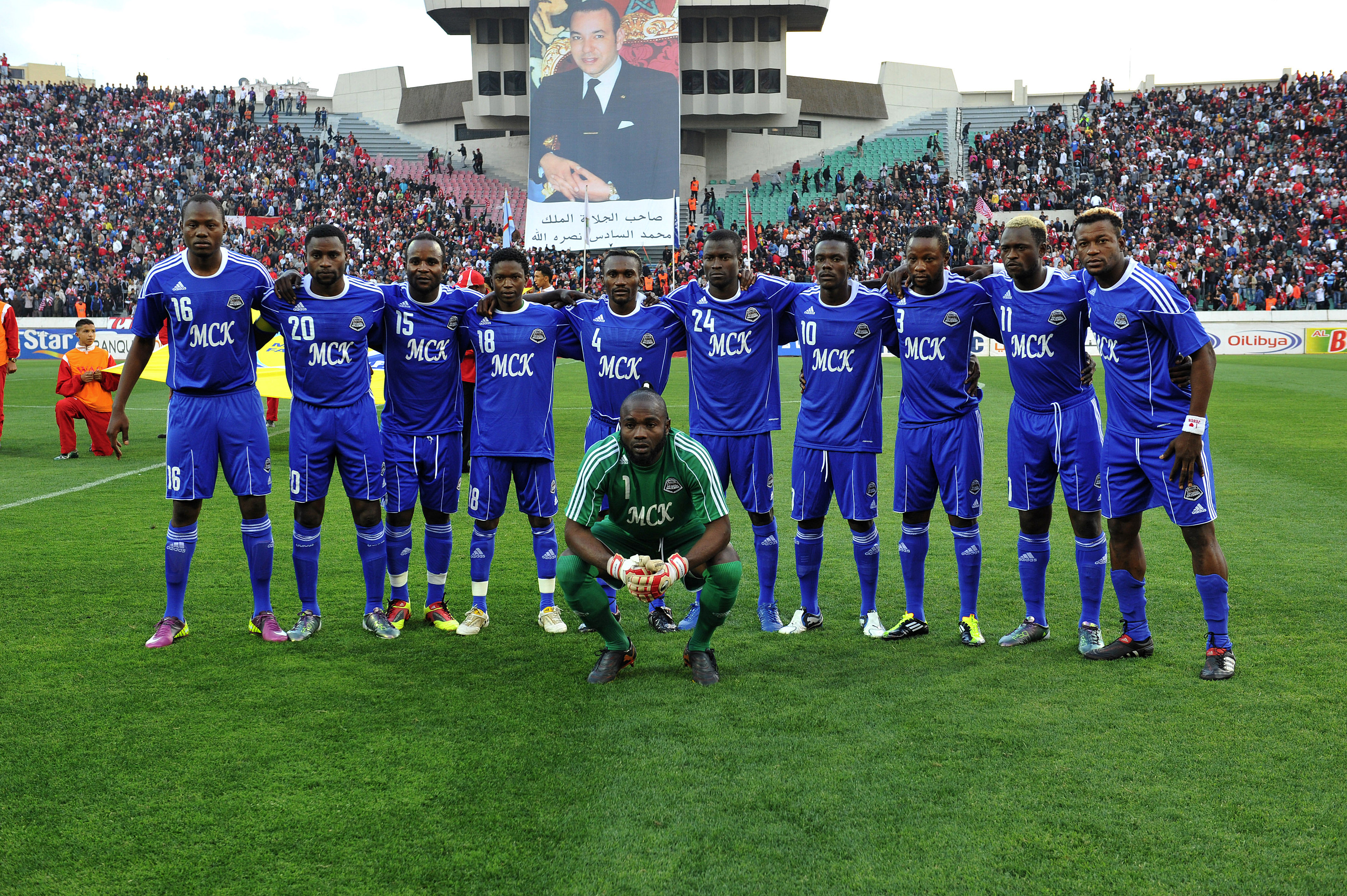
TP Mazembe April 2011

O TP Mazembe em nível nacional é o maior campeão do país, com 20 títulos, além de 5 copas nacionais, e 3 Supercopas nacionais, em nível internacional, o clube já venceu 5 vezes a Liga dos Campeões da CAF, 3 vezes a Taça das Confederações da CAF, 1 vez a Recopa da Caf  e 3 vezes a Supercopa da Caf.

## Estádios

Estádio dos Mártires de Pentecostes, Quinxassa, 80 000

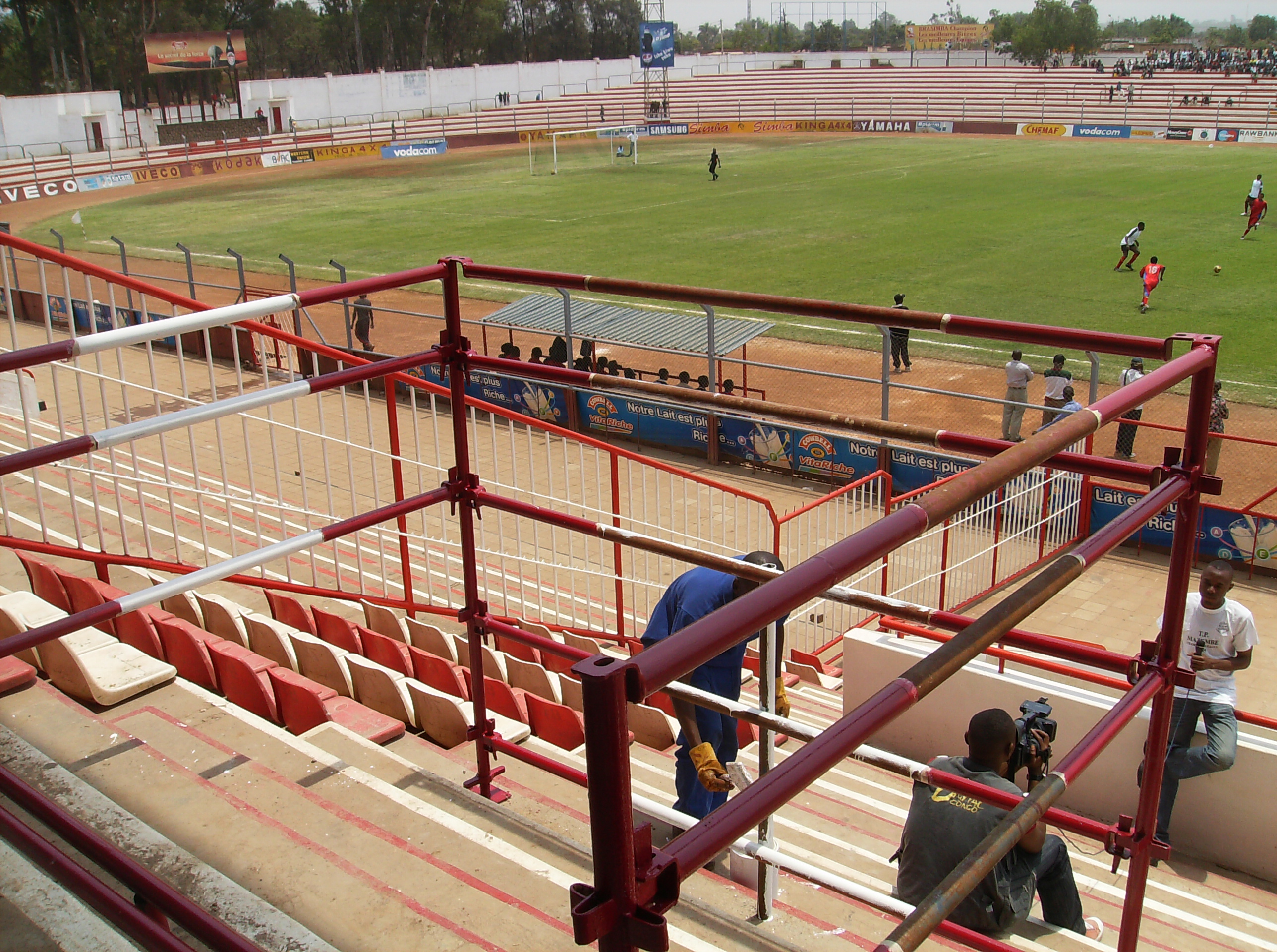
Estádio Frédéric-Kibasa-Maliba, Lubumbashi, 35 000

## Campeões
| ano     | campeão                | vice            |
| ------- | ---------------------- | --------------- |
| 1958    | St. Eloi Lupopo        |                 |
| 1959-62 | sem campeonato         |                 |
| 1963    | Motema Pembe           |                 |
| 1964    | Motema Pembe           | St. Eloi Lupopo |
| 1965    | Dragons                |                 |
| 1966    | Mazembe                |                 |
| 1967    | Mazembe                |                 |
| 1968    | St. Eloi Lupopo        |                 |
| 1969    | Mazembe                |                 |
| 1970    | Vita                   |                 |
| 1971    | Vita                   |                 |
| 1972    | Vita                   |                 |
| 1973    | Vita                   |                 |
| 1974    | Motema Pembe           |                 |
| 1975    | Vita                   |                 |
| 1976    | Mazembe                |                 |
| 1977    | Vita                   |                 |
| 1978    | Motema Pembe           |                 |
| 1979    | Dragons                |                 |
| 1980    | Vita                   |                 |
| 1981    | St. Eloi Lupopo        |                 |
| 1982    | Dragons                |                 |
| 1983    | Sanga Balende          |                 |
| 1984    | Dragons                | Moungano        |
| 1985    | Tshinkunku             |                 |
| 1986    | St. Eloi Lupopo        |                 |
| 1987    | Mazembe                |                 |
| 1988    | Vita                   | Motema Pembe    |
| 1989    | Motema Pembe           |                 |
| 1990    | St. Eloi Lupopo        | Motema Pembe    |
| 1991    | Mikishi                | Mbongo Sport    |
| 1992    | Bilombe                | Scibe           |
| 1993    | Vita                   | Bantous         |
| 1994    | Motema Pembe           | Sanga Balende   |
| 1995    | Bantous                | Vita            |
| 1996    | Motema Pembe           | Bantous         |
| 1997    | Vita                   | Motema Pembe    |
| 1998    | Motema Pembe           | Vita            |
| 1999    | Motema Pembe           | Mazembe         |
| 2000    | Mazembe                | Sanga Balende   |
| 2001    | Mazembe                | St. Eloi Lupopo |
| 2002    | St. Eloi Lupopo        | Mazembe         |
| 2003    | Vita                   | Cilu            |
| 2004    | Motema Pembe           | Mazembe         |
| 2005    | Motema Pembe           | St. Eloi Lupopo |
| 2006    | Mazembe                | St. Eloi Lupopo |
| 2007    | Mazembe                | Motema Pembe    |
| 2008    | Motema Pembe           | Mazembe         |
| 2009    | Mazembe                | St. Eloi Lupopo |
| 2010    | Vita                   | Mazembe         |
| 2011    | Mazembe                | Vita            |
| 2012    | Mazembe                | Vita            |
| 2013    | Mazembe                | Vita            |
| 2013-14 | Mazembe                | Sanga Balende   |
| 2014-15 | Vita                   | Mazembe         |
| 2015-16 | Mazembe                | Vita            |
| 2016-17 | Mazembe                | Vita            |
| 2017-18 | Vita                   | Mazembe         |
| 2018-19 | Mazembe                | Vita            |
| 2019-20 | Mazembe                | Vita            |
| 2020-21 | Vita                   | Mazembe         |
| 2022-23 | Torneio Não Finalizado |                 |
| 2023-24 | Mazembe                | Maniema Union   |

## Performance por clube
| Clube           | Cidade     | Títulos | Último título |
| --------------- | ---------- | ------- | ------------- |
| Mazembe         | Lubumbashi | 19      | 2022          |
| Vita            | Quinxassa  | 15      | 2020          |
| Motema Pembe    | Quinxassa  | 12      | 2008          |
| St. Elói Lupopo | Lubumbashi | 06      | 2002          |
| Dragons         | Quinxassa  | 04      | 1982          |
| Mikishi         | Lubumbashi | 01      | 1991          |
| Bantous         | Mbuji-Mayi | 01      | 1995          |
| Bilombe         | Bukavu     | 01      | 1992          |
| Sanga Balende   | Mbuji-Mayi | 01      | 1983          |
| Tshinkunku      | Kananga    | 01      | 1985          |

## Performance por cidade
| cidade     | clubes                                 | títulos |
| ---------- | -------------------------------------- | ------- |
| Quinxassa  | Vita, Motema Pembe, Dragons            | 30      |
| Lubumbashi | Mazembe, St. Eloi Lupopo, SCOM Mikishi | 24      |
| Mbuji-Mayi | SM Sanga Balende, AS Bantous           | 2       |
| Kananga    | US Tshinkunku                          | 1       |
| Bukavu     | US Bilombe                             | 1       |

## Participações na Liga dos Campeões da CAF
| clubes            | N  | ano |  |
| ----------------- | -- | --- |  |
| Mazembe           | 23 | 1967,1968, (1969), (1970), 1972, 1977, 1988, 2001, 2002, 2005, 2007, 2008, 2009, 2010, 2011, 2012, 2013, 2014, 2015, 2016, 2017 , 2018, 2019 |  |
| Vita              | 19 | 1971, 1973, 1974, 1975, 1978, (1981), 1989, 1994, 1995, 1998, 2004, 2011, 2012, 2013, (2014), 2016, 2017, 2018, 2019                         |  |
| Motema Pembe      | 10 | 1976, 1979, 1990, 1997, 1999, 2000, 2005, 2006, 2008, 2009                                                                                   |  |
| Saint Eloi Lupopo | 8  | 1969, 1982, 1987, 1991, 2003, 2006, 2007, 2010                                                                                               |  |
| Dragons           | 4  | 1966, (1980), 1983, (1985) |  |
| Sanga Balende     | 2  | 1984, 2015 |  |
| US Tshinkunku     | 1  | 1986 |  |
| SCOM Mikish       | 1  | 1992 |  |
| AS Bantous        | 1  | 1996 |  |
| SC Cilu           | 1  | 2004 |  |

## Campeões Invictos
| Ano     | Equipe     | J  | V  | E  | D | GM | GS | SG  | Pts. |
| ------- | ---------- | -- | -- | -- | - | -- | -- | --- | ---- |
| 2007    | TP Mazembe | 14 | 14 | 0  | 0 | 33 | 4  | +29 | 42   |
| 2009    | TP Mazembe | 14 | 11 | 3  | 0 | 47 | 5  | +42 | 36   |
| 2011    | TP Mazembe | 14 | 8  | 6  | 0 | 33 | 6  | +27 | 30   |
| 2015-16 | TP Mazembe | 32 | 22 | 10 | 0 | 71 | 11 | +60 | 76   |